# Оділ (ураган)
Ураган «Оділ» (англ. Hurricane Odile) — найінтенсивніший тропічний циклон на півострові Нижня Каліфорнія під час супутникової ери. У вересні 2014 року ураган завдав великої шкоди, особливо в штаті Нижня Каліфорнія,  материковій частині Мексики та південно-західній частині США.
Спочатку Національний центр ураганів (NHC) прогнозував, що Оділ буде рухатися за західним напрямком і уникати суші. Відповідно, місцеві органи влади південно-західної Мексики спочатку опублікували незначні погодні сповіщення. Запобіжні заходи на півострові Нижня Каліфорнія почалися серйозно після того, як Оділ несподівано взяла прямий курс на півострів. Кілька муніципалітетів оголосили надзвичайний стан, відкривши 164 притулки загальною місткістю 30 000 осіб. Через непередбачувану загрозу Оділ приблизно 26 000 іноземних туристів опинилися на півострові на момент виходу на берег.
На стадії розвитку сильні дощі та штормовий нагон завдали незначної шкоди узбережжю південно-західної Мексики де загинуло троє людей в Оахаці та Халіско. Найбільш значні штормові припливи відбулися на півострові Нижня Каліфорнія, де збитки склали 16,6 мільярда мексиканських доларів (1,25 мільярда доларів США). Відключення електроенергії викликані інтенсивними вітрами та дощем, які відключили електроенергію для 92% населення Південної Нижньої Каліфорнії. Також сталася сильна повінь, що спричинило вихід з берегів річок та масову евакуацію людей із небезпечних низин. Залишки урагану принесли на південний захід Сполучених Штатів дощі та не по сезону потужні грози. Загалом Оділ за все своє дев'ятиденне існування призвела до смерті 18 людей.